# Soheil Beiraghi
Soheil Beiraghi (persiska: سهیل بیرقی), född 16 oktober 1986 i Shahreza, Iran, är en iransk regissör, manusförfattare och producent. Han har regisserat de prisbelönta filmerna I (Me), Rött kort (Cold Sweat) och Unpopular.